# Mireille (cépage)
Le mireille B est un cépage de raisin de table blanc muscat.
Croisement entre l'italia et la perle de Csaba.
C'est le raisin muscat blanc le plus précoce.